# Dahijové
Dahijové (v srbské cyrilici Дахије) byli bývalí osmanští janičářští velitelé, kteří spravovali Bělehradský pašalík v letech 1801–1804, a to zcela nezávisle na centrální správě v Istanbulu.

## Historie
Přestože v letech 1791 až 1798 byl Janičárům vstup na území Bělehradského pašalíku podle různých dohod zakázán, v roce 1798 vydal Istanbul tzv. ferman, kterým jim umožnil návrat. Dahijové brzy převzali vládu a mezi nimi se vytvořila skupina čtyř, kteří drželi moc: Aranlija, Kučuk-Alija, Musa Jusuf a Mehmed-Aga Fočić. Tito čtyři zorganizovali v roce 1801 atentát na tehdejšího bělehradského vezíra Hadži-Mustafu Pašu. Jakmile byl nejvyšší, Osmanům loajální, představitel mrtev, rozdělili území pašalíku na čtyři díly mezi sebe a zahájili krutovládu proti místnímu nemuslimskému obyvatelstvu. Reformy sultána Selima III. rozvrátily tehdejší strukturu armády a částečně i státu, což vedlo snadno k nárůstu značného množství nespokojenců právě v armádě. Janičářské vojsko bylo zrušeno, jeho příslušníci, kteří patřili k elitě se však nechtěli s koncem smířit. Dahijové proto svoji vládu postavili přesně na opaku toho, co dělal sultán – jejich cílem bylo udržet původní stav, žádné změny nepřipouštět a zastavit jakékoliv snahy křesťanského obyvatelstva o získání autonomie. Jakékoliv pokusy o vzpouru byly proto likvidovány brutálními metodami. Na počátku roku 1804 nechali dahijové popravit řadu srbských vzbouřenců (tzv. Seča knezova), což vedlo k takovému nárůstu odporu proti cizí nadvládě, že vypuklo první srbské povstání. Jeho vůdce Karađorđe Petrović oblehl Bělehrad, kde se s ním spojila sultánova vojska pod vedením bosenského paši Bečira. Dahijové z města uprchli, ale byli dopadeni a předáni Srbům, kteří je popravili.